# Три города

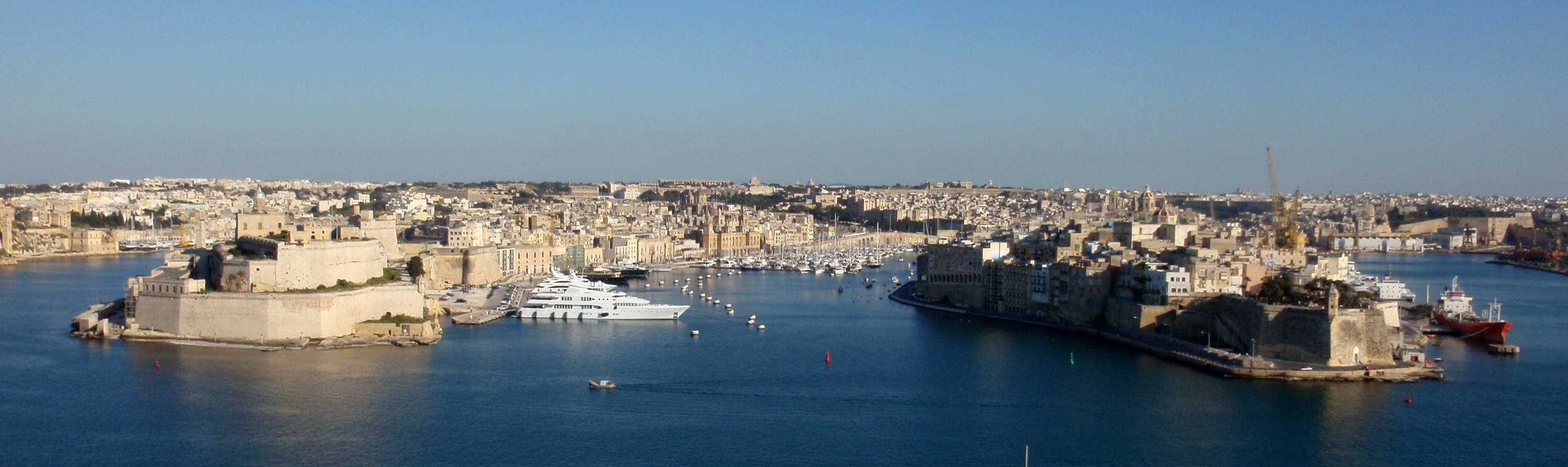
Вид на Три города из Валлетты

«Три города» — это собирательное название трёх укреплённых городов Биргу, Сенглеа и Бормла на Мальте. Самый старый из трёх городов — это Биргу, существовавший ещё со времён средневековья. Два других города, Сенглеа и Бормла, были основаны госпитальерами (Орденом Святого Иоанна) в XVI и XVII веках. Три города окружены линией Коттонера, а также несколькими другими укреплениями. Термин «Коттонера» является синонимом «Трёх городов», хотя иногда в название Коттонера также включают соседний город Калкара.
Общая численность населения в трёх городах в марте 2014 года составляла 10 808 человек.

## История
Поселение Биргу существовало ещё со времён финикийцев, но нынешний город был построен в раннем средневековье. Биргу был выбран столицей Мальты вместо Мдины по прибытии на эти территории госпитальеров (1530 год). После вторжения на остров Гоцо (1551) Орденом Святого Иоанна на полуострове, известном как Л’Изола, был построен город Сенглеа. Форт Сант-Анджело в Биргу был построен на месте древнего поселения Каструм Марис, а форт Сант-Майкл был построен на острове Гоцо, на берегу Средиземного моря и рядом с городом Сенглеа.
Эти города были осаждены во время великой осады Мальты 1565 года, и после того, как осада закончилась, Биргу получил титул Città Vittorioza (Цитта Витториоза), а Сенглеа стала называться Città Invicta (Цитта Инвикта). После осады был построен город Валлетта, а в 1571 году он стал столицей (и до настоящего времени остаётся ей). Укрепления городов достраивались и реставрировались во время правления Николаса Коттонера, а в 1722 году Марк Антонио Зондадари дал городу Бормле титул Città Cospicua (Цитта Коспикуа, его до сих пор иногда называют Коспикуа).
Во время Второй мировой войны три города бомбили итальянцы и немцы, и они были перестроены в 1950-60 годах.